# Maserati V4
Der Maserati V4 (alternativ: Maserati Sedici Cilindri) war ein 1929 produzierter Rennwagen des italienischen Automobilherstellers Officine Alfieri Maserati, der von zwei Motoren mit insgesamt 16 Zylindern angetrieben wurde. Das Auto erzielte zwei Rennsiege, konnte sich aber nicht etablieren und wurde nicht in Serie produziert.

## Entstehungsgeschichte

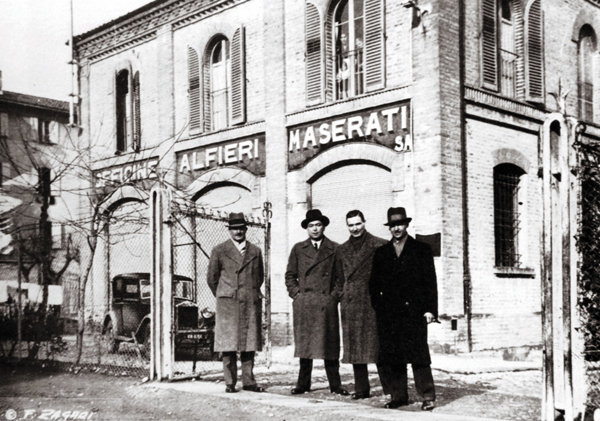
Konstrukteur Alfieri Maserati und seine Brüder

Die von Alfieri Maserati gegründete Officine Maserati konstruierte nach dem Ende des Ersten Weltkriegs zunächst Rennwagen für Isotta Fraschini und Diatto. Als Diatto im Frühherbst 1925 sein Motorsportengagement wegen wirtschaftlicher Schwierigkeiten aufgab, übernahm Alfieri Maserati die von ihm entwickelten Diatto-Rennwagen kostenfrei im September 1925 und führte das Motorsportprogramm ab 1926 unter eigenem Namen fort. Der erste Maserati, der Tipo 26, war eine Weiterentwicklung dieses Diatto-Modells. Maserati fuhr den Tipo 26 bei einigen Rennen selbst; mehrere Exemplare wurden auch an private Kunden verkauft. Der Tipo 26 wurde von einem Reihenachtzylinder mit 1,5 Litern bzw. 2,0 Litern (26B) Hubraum angetrieben, dessen Leistung zwischen 115 und 130 PS lag. In dem Bestreben, ein deutlich leistungsstärkeres Auto zu erhalten, entwickelte Alfieri Maserati im Laufe des Jahres 1929 den V4. Die Bezeichnung V4 nimmt auf den Gesamthubraum (vier Liter) Bezug.
1932 entwickelte Maserati, auf dem Konzept des V4 aufbauend, mit dem V5 einen weiteren Sechzehnzylinder-Rennwagen, dessen Hubraum fünf Liter betrug.

## Beschreibung
Das Chassis des V4 war weitgehend mit dem des Tipo 26B identisch, hatte aber einen um 165 mm verlängerten Radstand. Der Aufbau entsprach ebenfalls dem des Tipo 26.
Als Antrieb dienten zwei 2,0 Liter große Reihen-Achtzylindermotoren vom Typ 26B. Sie waren, jeweils um 25 Grad geneigt, parallel nebeneinander im Vorderwagen montiert (sog. Zwillingsmotor). Jeder Motor hatte eine eigene Kurbelwelle. Die Kurbelwellen waren miteinander verzahnt und waren in einem gemeinsamen Kurbelwellengehäuse aus Leichtmetall untergebracht. Der linke Zylinderblock entsprach vollständig der Serienspezifikation; beim rechten Motorenblock waren dagegen die Ein- und Auslassventile umgekehrt worden. Damit konnten die Auspuffrohre beider Motoren an den jeweiligen Außenseiten entlanggeführt werden. Jeder Motor hatte einen eigenen Roots-Kompressor, der einen Ladedruck von 1,1 bar produzierte. Die Leistung des Motors wird je nach Quelle mit 305 PS oder 280 PS angegeben. Die Kraftübertragung wurde nicht angepasst: Kupplung, Kardanwelle, Differenzial und Getriebe entsprachen den Serienkomponenten des Tipo 26.
Die Höchstgeschwindigkeit des V4 wird zumeist mit etwa 255 km/h angegeben.
Das Fahrverhalten des V4 wird unterschiedlich beschrieben. Nach einigen Quellen sei der V4 „ein Monster“ gewesen; insbesondere in Kurven sei das Fahrverhalten „schwierig“ gewesen. Andere Quellen hingegen berichten, der V4 habe sich anders als andere Automobile mit Zwillingsmotoren gut lenken lassen und sei kontrollierbar gewesen.

## Produktion

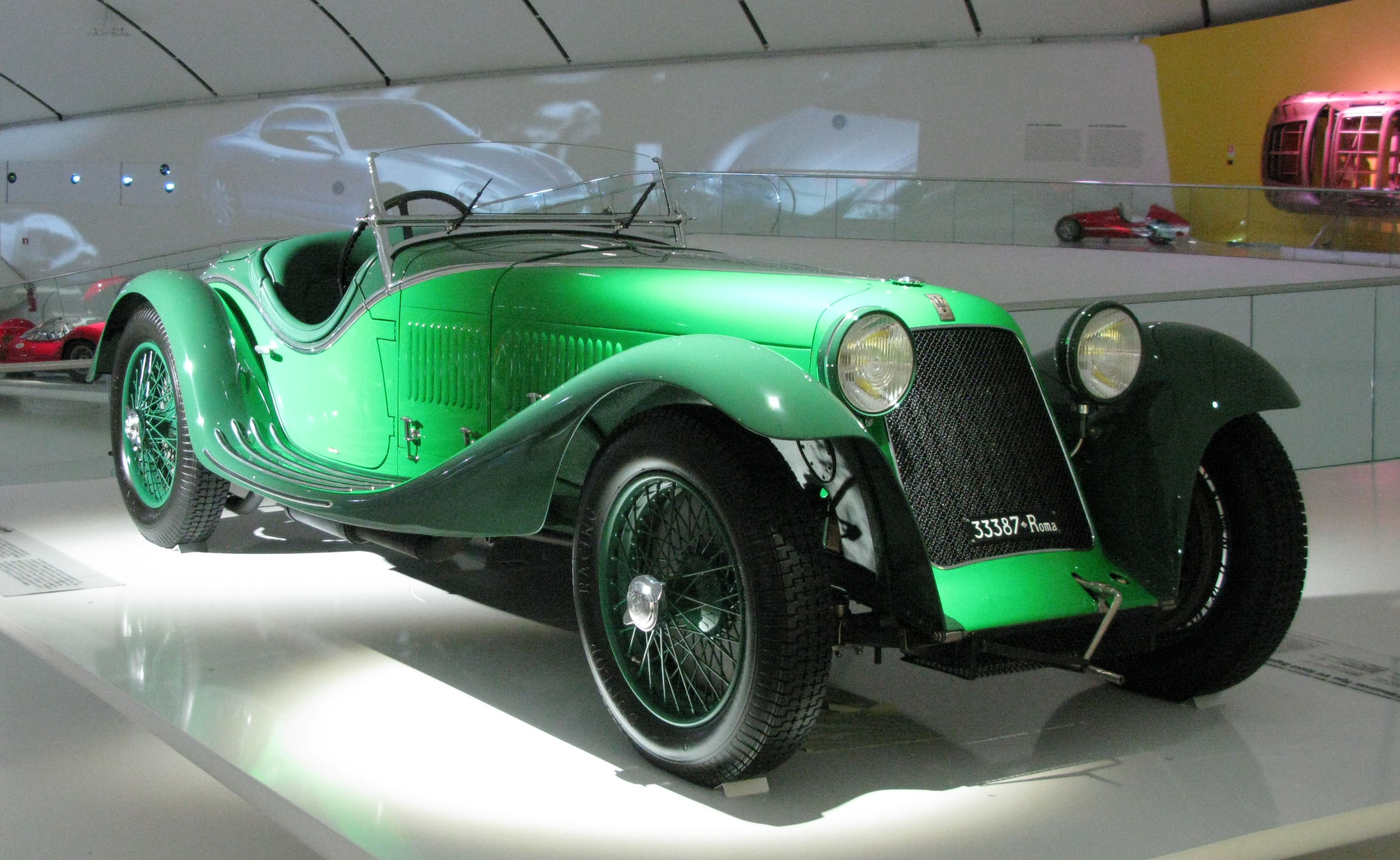
Mit Zagato-Karosserie: Die Straßenversion des Maserati V4

In der Rennversion blieb der V4 ein Einzelstück. 1930 fertigte Maserati ein weiteres Exemplar für den Straßenverkehr, das eine Roadster-Karosserie von Zagato erhielt.

## Renneinsätze
Der Maserati V4 startete bei sieben Rennen. Er debütierte im September 1929 mit Alfieri Maserati beim Großen Preis von Monza. Hier erreichte Maserati eine Rundengeschwindigkeit von 200 km/h und stellte damit einen Rekord auf. Im folgenden Jahr gewann Baconin Borzacchini mit dem V4 den Gran Premio di Tripoli; es war der erste Gesamtsieg eines Maserati bei einem Grand Prix. Allerdings weisen manche Quellen darauf hin, dass Maserati bei diesem Rennen „keine ernsthafte Konkurrenz“ gehabt habe. Den einzigen weiteren Sieg eines V4 erzielte Alfieri Maseratis Bruder Ernesto bei der 1931er Auflage des Gran Premio di Roma auf der Pista del Littorio. Auch hier starteten allerdings nur wenige andere Fahrzeuge. 1930 erschien der V4 außerdem bei den Indianapolis 500. Für dieses Rennen mussten die Kompressoren reglementbedingt entfernt werden. Borzacchini fuhr den Wagen, der ohne Aufladung nicht schnell genug war, einige Runden lang, gab dann aber vorzeitig infolge eines Motordefekts auf.
Abgesehen von diesen Rennen trat der V4 nur bei einigen kleineren Veranstaltungen an.